# San Juanico el Grande
San Juanico el Grande är en ort i Mexiko.   Den ligger i kommunen San Luis Potosí och delstaten San Luis Potosí, i den centrala delen av landet, 400 km nordväst om huvudstaden Mexico City. San Juanico el Grande ligger 1 859 meter över havet och antalet invånare är 281.
Terrängen runt San Juanico el Grande är en högslätt, och sluttar österut. Runt San Juanico el Grande är det tätbefolkat, med 591 invånare per kvadratkilometer. Närmaste större samhälle är San Luis Potosí, 10,5 km söder om San Juanico el Grande. Runt San Juanico el Grande är det i huvudsak tätbebyggt.